# NGC 6449
NGC 6449 (другие обозначения — UGC 10965, MCG 9-29-20, ZWG 278.20, IRAS17429+5649, PGC 60762) — спиральная галактика (Sc) в созвездии Дракон.
Этот объект входит в число перечисленных в оригинальной редакции «Нового общего каталога».